# Sclerotium stercorarium
Sclerotium stercorarium är en svampart som beskrevs av Lam. & DC. 1805. Sclerotium stercorarium ingår i släktet Sclerotium och riket svampar.   Inga underarter finns listade i Catalogue of Life.